# Бішарян Єгіне Вачеївна
Єгіне Вачеївна Бішарян (вірм. Հեղինե Բիշարյան, 5 січня 1961, Єреван) — депутат парламенту Вірменії.
- 1986—1991 — Кіроваканський державний педагогічний інститут. Вчителька вірменської мови і літератури.
- 1978—1988 — працювала на Єреванському електроапаратному заводі робітницею, майстром.
- З 1994 — вчителька Єреванської середньої школи № 191.
- 2003—2007 — депутат парламенту. Член постійної комісії з питань науки, освіти, культури та молоді. Член партії «Орінац Еркір».
- 12 травня 2007 — знову обрано депутатом. Член партії «Орінац Еркір».
- Після виборів 2012 року обрана керівником фракції Орінац Еркір.